# Phelister rectisternus
Phelister rectisternus är en skalbaggsart som beskrevs av Lewis 1908. Phelister rectisternus ingår i släktet Phelister och familjen stumpbaggar. Inga underarter finns listade i Catalogue of Life.